# Strada statale 139 del Löwcen
La ex strada statale 139 del Löwcen (SS 139), ora parte della R-1 in Montenegro, era una strada statale italiana che conduceva al confine con l'allora Regno del Montenegro presso l'omonimo monte.

## Percorso

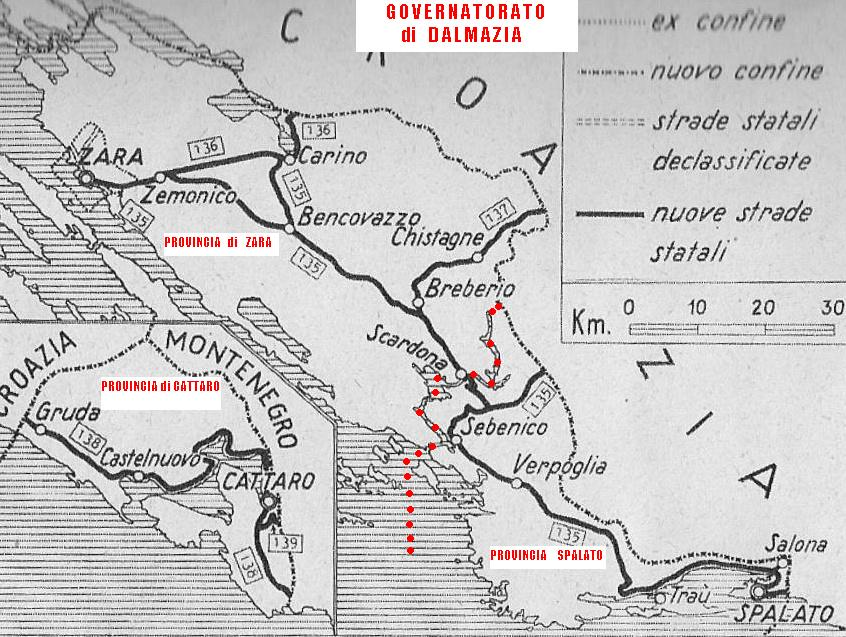
Rete stradale statale nel Governatorato della Dalmazia.

La strada aveva inizia al cosiddetto bivio Trinità (Trojica) dove si innestava sulla strada statale 138 delle Bocche di Cattaro, e da qui prosegueva in direzione est, risalendo le pendici occidentali del monte Lovćen fino a giungere al confine con il Regno del Montenegro.

## Storia
Ad un anno dalla creazione della Provincia di Cattaro, la strada venne istituita con il regio decreto 392 del 2 marzo 1942 con il quale veniva effettuata una riorganizzazione del sistema stradale nei territori di nuova acquisizione.
La gestione, affidata all'A.A.S.S., durò fino al 1943 quando, a seguito dell'armistizio di Cassibile, lo Stato indipendente di Croazia occupò i territori dalmati e le Bocche di Cattaro passarono direttamente sotto il controllo militare tedesco.